# Mateo Casado
Mateo Casado y Sirelo Romero de Samaniego (Ciudad Real, 25 de enero de 1790-1868). Político y militar español.

## Biografía
Hijo de Mateo Casado y Romero, natural de Ortigosa, y de la cartagenera Dominga Florentina Sirelo. Sus abuelos paternos venían de Ortigosa, y los maternos de Génova, en Italia.
Fue capitán del escuadrón de Húsares Francos de Ciudad Real durante la Guerra de Independencia contra los franceses (1808-1813) y capitán de granaderos de la Milicia Nacional de Madrid hasta 1823. Durante la contienda participó en las batallas del 2 de mayo, Consuegra, Yébenes, Almagro, Arroyomolinos, etc. También combatió en el Sitio de Cádiz y participó en la defensa de la familia real durante la asonada del 19 de febrero de 1823.
Casado fue nombrado senador del Reino por la provincia de Ciudad Real (1843), pagador del Ministerio de Estado, oficial mayor de la Dirección del Real Giro, secretario honorario y del Consejo de S. M. y Agente General de Preces a Roma.
Fue condecorado con la Gran Cruz de la Real Orden de Isabel la Católica (1855), con la Cruz de Caballero Supernumerario de la Real Orden de Carlos III (previas pruebas de nobleza) en 1832, Cruz Laureada de San Fernando, Cruz de la Isla de León, Cruz del 7 de julio de 1822 y otras cruces y medallas conmemorativas. Fue también nombrado Ministro Fiscal y Contador de las Supremas Asambleas de las Órdenes de Carlos III e Isabel la Católica.